# جاپانا (گرجستان)
جاپانا (به لاتین: Japana) یک منطقهٔ مسکونی در گرجستان است که در شهرداری لانچخوتی واقع شده است. جاپانا ۳۰۶ نفر جمعیت دارد و ۵۰ متر بالاتر از سطح دریا واقع شده است.